# 松浦未波
松浦 未波（まつうら みなみ、1992年8月30日 - ）は、日本の女子バレーボール選手。

## 来歴
福井県坂井市出身。八王子実践高等学校在学中の2010年12月にV・チャレンジリーグ所属のKUROBEアクアフェアリーズの内定選手となり、2011年に入団。2015年まで在籍した。
2016年、GSS東京サンビームズに入団。2019-20シーズンにはキャプテンとしてチーム史上最高位となる準優勝に導き、自身は敢闘賞を受賞した。
2022年に現役引退。2022-23シーズンはコーチとして在籍し、2023年4月に退団。社業専念が発表された。
2023年7月、群馬グリーンウイングスに「角谷 未波」の登録名で入団し現役復帰。
2024年6月、SVリーグ参戦を前にチームのキャプテンに就任。チーム開幕戦となる同年10月14日のAstemoリヴァーレ茨城戦でスタメン出場し、32歳でトップリーグデビューを果たした。
2025年、登録名を「松浦」に再変更。

## 受賞歴
- 2020年 - 2019-20 V.LEAGUE DIVISION2 敢闘賞

## 所属チーム
- 八王子実践高等学校
- KUROBEアクアフェアリーズ（2011-2015年）
- GSS東京サンビームズ（2016-2022年）
- 群馬グリーンウイングス（2023年-）